# 泰安长江大桥
泰安长江大桥，官方名称为泸州长江一桥，又名长江起重机大桥、1573长江大桥，是中国四川省泸州市的一座公路桥梁，位于龙马潭区罗汉街道与江阳区泰安街道长江村之间，是泸州市第三座跨越长江干流的公路大桥，也是“十一五”重点建设项目泸州绕城公路及西南公路出海大通道的控制性工程，全长1,573米，于2003年9月29日开工建设，2007年12月19日主桥合龙，2008年9月28日建成通车，总投资2.4亿元人民币，由中铁一局集团有限公司承建。

## 设计
桥梁全长1,573米。其中，主桥为预应力混凝土独塔双索面不等跨斜拉桥，跨径布置为208+270+35+30米，主墩中心桩号K19+381；泸州岸引桥为25×40米预应力混凝土简支梁桥。全桥设2个桥台及28个桥墩，引桥桥面全宽27.5米；25号墩至29号台属主桥部分，桥面全宽29.5米。
主梁标准段为流线型单箱三室连续箱梁，长6米，高3米，密索区标准段长3米，密索区箱内浇注卵石混凝土作平衡配重。独塔为26号主墩，采用“H”型设计，塔身为尖端矩形截面，高11米，塔柱为矩形空心截面，顺桥向长7.6米，横桥向宽4米，高145.2米，桥塔总高156.2米，设3道横梁，主塔和主梁设计为固结体系。塔基为20根直径2.5米的钻孔灌注桩，承台尺寸为22.5×31.3×7米，索塔墩身为菱形。
斜拉索呈扇形布置，主梁标准索距6米，密索区索距3米；拉索共88对，采用直径15.24毫米的环氧树脂全喷涂钢绞线，标准强度为1,860兆帕；使用OVM250拉索群锚锚具。
2009年，该桥获得中华人民共和国交通运输部公路工程优秀设计二等奖和中华人民共和国铁道部“火车头奖”一等奖；2011年，该桥又获得中国“2011年度国家优质工程银质奖”。

### 主要技术指标
- 公路等级：双向四车道公路；
- 设计行车速度：60公里/小时；
- 设计荷载标准：汽车－超20、挂车－120、人群－3.5千牛/平方米；
- 设计洪水频率：1/300；
- 设计风速：28.3米/秒；
- 通航标准：内河通航标准Ⅱ-（Ⅰ）级；
- 抗震烈度：地震基本烈度Ⅶ度。[10]

## 更名
2006年，泸州市人民政府对建设中的泰安长江大桥20年冠名权进行了公开拍卖，最终四川长江工程起重机有限公司以100万元人民币的价格竞买成功；2011年6月，泰安长江大桥标识正式更名为“长江起重机大桥”。后又于2014年1月起，将大桥标识再次变更为“1573长江大桥”。
2013年12月，泸州市住房和城乡规划建设局正式公布《泸州城市桥梁命名方案》，将泰安长江大桥正式命名为“泸州长江一桥”；2014年6月24日，该局在其官方网站上公示了《泸州市跨江通道专项规划（2014－2030）》，再次确定了这一命名。